# The Wall Live (2010–2013)
The Wall Live va ser una gira mundial de concerts de Roger Waters, anteriorment component de Pink Floyd . La gira suposa la primera vegada que l'àlbum The Wall de Pink Floyd ha estat interpretat íntegrament per la banda o qualsevol dels seus antics membres des que Waters va interpretar l'àlbum en directe a Berlín el 21 de juliol de 1990 . La primera etapa de la gira, a Amèrica del Nord, va recaptar més de 89 milions de dòlars en 56 concerts. El 2010 va ser la segona gira de concerts més taquillera dels Estats Units i el 2013 la tercera a tot el món. El 2013 va aconseguir el rècord de ser la gira més taquillera d'un músic en solitari, superant l'anterior posseïdora del rècord, Madonna (el rècord va ser superat posteriorment per Ed Sheeran ).  Actualment és la setena gira més taquillera de tots els temps.
La primera etapa va començar el 15 de setembre de 2010 a Toronto i va recórrer Amèrica del Nord acabant a Ciutat de Mèxic el 21 de desembre de 2010. La gira europea va començar el 21 de març de 2011 a Lisboa i va acabar el 12 de juliol de 2011 a Atenes. El 2012 la gira va incloure Austràlia, Nova Zelanda i Sud-amèrica, reprenent-se el 27 de gener a Perth i acabant l'1 d'abril de 2012 a São Paulo. Encara hi hauria una altra etapa per Amèrica del Nord, que va començar el 27 d'abril de 2012 a la Ciutat de Mèxic i va acabar el 21 de juliol a la ciutat de Quebec, a les Planes d'Abraham, un antic camp de batalla. Aquest darrer espectacle a la ciutat de Quebec va ser la segona producció a l'aire lliure més gran de "The Wall" de la història; la més gran va ser l'espectacle Live in Berlin del 1990. La gira va tornar als estadis europeus l'estiu del 2013. Després del concert a París del 21 de setembre de 2013, Waters va afirmar a l'escenari que aquest possiblement seria l'últim concert de The Wall, confirmant els rumors que no hi hauria més dates de gira previstes per al 2014. Roger Waters, un pacifista convençut, va incorporar un major èmfasi en el missatge antibel·licista de la sèrie i va demanar als fans que li enviessin fotos dels seus éssers estimats que han mort com a resultat de les guerres.
El 2014 Waters va dirigir un documental sobre la gira titulat Roger Waters: The Wall. La pel·lícula incorporava imatges dels concerts a la ciutat de Quebec i a Atenes. Es va estrenar a la secció de Presentacions Especials del Festival Internacional de Cinema de Toronto de 2014.